# Modelul nordic
Modelul nordic este un ansamblu de politici economice, sociale și de asemenea practici culturale comune în țările nordice (Danemarca, Finlanda, Islanda, Norvegia și Suedia). Acestea includ un vast stat al bunăstării și negocieri colective pe mai multe niveluri, bazate pe fundațiile economice ale corporatismului social, și un angajament față de proprietatea privată în cadrul unei economii mixte de piață— Norvegia fiind o excepție parțială din cauza unui număr mare de întreprinderi de stat și a proprietății de stat în firme cotate la bursă.
Deși există diferențe semnificative între țările nordice, toate au unele trăsături comune. Cele trei țări scandinave sunt monarhii constituționale, în timp ce Finlanda și Islanda sunt republici încă din secolul al XX-lea. Toate țările nordice sunt totuși descrise ca fiind extrem de democratice și toate au o formă unicamerală de guvernare și folosesc reprezentarea proporțională în sistemele lor electorale. Toți susțin un stat social universalist care vizează în mod special creșterea autonomiei individuale și promovarea mobilității sociale, cu un procent considerabil din populație angajată în sectorul public (aproximativ 30% din forța de muncă în domenii precum sănătatea, educația și guvernul), și un sistem corporatist cu un procent ridicat de forță de muncă sindicalizată și care implică un aranjament tripartit, în care reprezentanții muncii și angajatorilor negociază salariile și politica privind piața muncii este mediată de guvern. Începând cu 2020, toate țările nordice se clasează foarte bine în IDU ajustat în funcție de inegalitate și Indicele Păcii Globale, precum și în top 10 în Raportul Fericirii Mondiale.
Deși a fost dezvoltat în anii 1930 sub conducerea social-democraților, modelul nordic a început să atragă atenția după al Doilea Război Mondial. S-a transformat în anumite privințe în ultimele decenii, inclusiv dereglementarea sporită și extinderea privatizării serviciilor publice, dar se distinge încă de alte modele prin accentul puternic pus pe serviciile publice și investițiile sociale.

## Caracteristici și aspecte generale

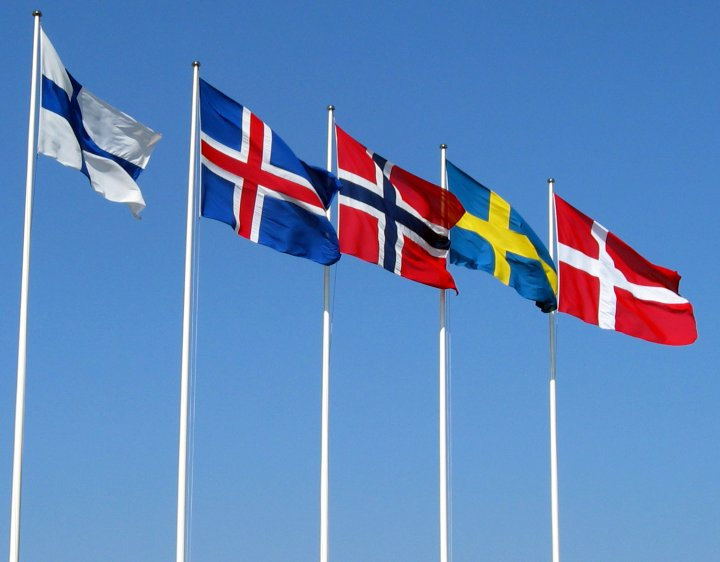
Drapelele țărilor nordice, de la stânga la dreapta: Finlanda, Iselanda, Norvegia, Suedia și Danemarca

Modelul nordic a fost caracterizat după cum urmează:
- O plasă de siguranță socială elaborată, pe lângă serviciile publice, cum ar fi educația gratuită și asistența medicală universală,[15] într-un sistem finanțat în mare parte din impozite.[16]
- Drepturi de proprietate puternice, aplicarea contractelor și ușurința generală de a face afaceri.[17]
- Planurile public pentru pensii.[15]
- Niveluri ridicate de democrație, așa cum se observă în sondajul Freedom in the World și Indicele democrației.[18][19]
- Comerțul liber combinat cu partajarea colectivă a riscurilor (programe sociale de bunăstare și instituții de pe piața muncii) care a oferit o formă de protecție împotriva riscurilor asociate deschiderii economice.[15]
- Reglementare redusă a pieței produselor. Țările nordice se situează foarte bine în ceea ce privește libertatea pieței de produse conform clasamentelor OCDE.[15]
- Niveluri scăzute de corupție.[18][15] În indicele de percepție a corupției din 2019 al Transparency International, Danemarca, Finlanda, Norvegia și Suedia au fost clasate printre primele 10 cele mai puțin corupte dintre cele 179 de țări evaluate.[20]
- Un parteneriat între angajatori, sindicate și guvern, prin care acești parteneri sociali negociază între ei condițiile de reglementare a locului de muncă, mai degrabă decât condițiile impuse prin lege.[21][22] Suedia a descentralizat coordonarea salariilor, în timp ce Finlanda este clasată pe locul cel mai puțin flexibil.[15] Condițiile economice în schimbare au dat naștere la frică în rândul lucrătorilor, precum și la rezistența sindicatelor în ceea ce privește reformele.[15]
- Densitate mare de sindicate și acoperire a negocierilor colective.[23] În 2019, densitatea sindicală a fost de 90,7% în Islanda, 67,0% în Danemarca, 65,2% în Suedia, 58,8% în Finlanda și 50,4% în Norvegia; în comparație, densitatea sindicală a fost de 16,3% în Germania și de 9,9% în Statele Unite.[24] În plus, în 2018, acoperirea negocierilor colective a fost de 90% în Islanda, 88,8% în Finlanda (2017), 88% în Suedia, 82% în Danemarca și 69% în Norvegia; în comparație, acoperirea negocierilor colective a fost de 54% în Germania și 11,7% în Statele Unite.[25] Densitatea mai scăzută a sindicatelor din Norvegia se explică în principal prin absența unui sistem Gent din 1938. În schimb, Danemarca, Finlanda și Suedia au toate fonduri de șomaj gestionate de sindicate.[26]
- Țările nordice s-au clasat în top în clasamentul pentru protecția drepturilor lucrătorilor în Indexul drepturilor globale din 2014 al Confederației Sindicatelor Internaționale, Danemarca fiind singura națiune care a primit un scor perfect.[27]
- Suedia la 56,6% din PIB, Danemarca la 51,7% și Finlanda la 48,6% reflectă cheltuieli publice foarte mari.[28] Cheltuielile publice pentru sănătate și educație sunt semnificativ mai mari în Danemarca, Norvegia și Suedia în comparație cu media OCDE.[29]
- Poverile fiscale generale ca procent din PIB sunt mari, Danemarca fiind de 45,9% și Finlanda și Suedia la 44,1%.[30] Țările nordice au cote de impozitare relativ uniforme, ceea ce înseamnă că chiar și cele cu venituri medii și mici sunt impozitate la niveluri relativ ridicate.[31][32]
- Rapoartele Națiunilor Unite ale Fericirii Mondiale arată că cele mai fericite națiuni sunt concentrate în Europa de Nord. Nordicii s-au clasat pe primul loc în ceea ce privește valorile PIB real pe cap de locuitor, speranța de viață sănătoasă, a avea pe cineva pe care să se bazeze, libertatea percepută de a face alegeri în viață, generozitatea și libertatea de corupție.[33] Țările nordice se situează în top 10 al World Happiness Report 2018, Finlanda și Norvegia ocupând primele locuri.[34]

### Sistem economic
Modelul nordic este susținut de un sistem economic capitalist mixt de piață, care prezintă grade ridicate de proprietate privată, cu excepția Norvegiei, unde există un număr mare de întreprinderi de stat și proprietăți de stat în firme cotate la bursă.
Modelul nordic este descris ca fiind un sistem al unui capitalism competitiv combinat cu faptul că o o bună parte din populație este angajată în sectorul public, care se învârte în jurul a 30% din forța de muncă, în sectoare precum sănătatea sau mediul universitar. În Norvegia, Finlanda și Suedia, multe companii și/sau industrii sunt de stat sau deținute de stat ca acționar a unei bune părți din ele precum industria utilităților, poștă, feroviară, aviatică, a energiei electirce, a combustibililor fosili, chimică, a oțelului, a electronicelor, a mașinilor, aerospațială, navală și de armament. The Economist și-a descris țările drept „comercianți liberi care rezistă tentației de a interveni chiar și pentru a proteja companiile emblematice”, în același timp căutând modalități de a tempera efectele distructive ale capitalismului și au declarat că țările nordice „sunt probabil cele mai bine guvernate din lume”. Unii economiști s-au referit la modelul economic nordic ca la o formă de „capitalism drăgălaș”, cu niveluri scăzute de inegalitate, state sociale generoase și concentrare redusă a a veniturilor mari, în contrast cu „capitalismul dur” al Statelor Unite, care are niveluri ridicate de inegalitate și o concentrare mai mare a veniturilor mari, printre alte inegalități sociale.
Ca urmare a crizei financiare din Suedia din 1990–1994, Suedia a implementat reforme economice care s-au concentrat pe dereglementare, descentralizare a negocierilor salariale și consolidarea legilor concurenței. În ciuda faptului că este una dintre cele mai egale națiuni OCDE, din 1985 până în anii 2010, Suedia a înregistrat cea mai mare creștere a inegalității veniturilor dintre economiile OCDE. Alte efecte ale reformelor din anii 1990 au fost creșterea substanțială a economiilor din fondurile mutuale, care a început în mare parte odată cu subvenționarea de către guvern a economiilor din fondurile mutuale prin așa-numitul program Allemansfonder în anii 1980; astăzi 4 din 5 persoane cu vârsta cuprinsă între 18 și 74 de ani au economii în fond.

#### Particularitățile Norvegiei
Statul Norvegia deține participații în multe dintre cele mai mari companii cotate la bursă ale țării, deținând 37% din bursa de la Oslo și exploatând cele mai mari companii necotate din țară, inclusiv Equinor și Statkraft. În ianuarie 2013, The Economist a raportat că „după cel de-al doilea război mondial, guvernul a naționalizat toate afacerile comerciale germane în Norvegia și a ajuns să dețină 44% din acțiunile Norsk Hydro. Formula de control a afacerilor prin acțiuni, mai degrabă decât prin reglementare, părea să funcționeze bine, așa că guvernul a folosit-o oriunde a fost posibil „Am inventat modelul chinezesc de a face lucrurile înaintea chinezilor”, spune Torger Reve de la Școala de Afaceri Norvegiană.” De asemenea, guvernul. operează un fond suveran, Fondul guvernamental de pensii al Norvegiei, al cărui obiectiv parțial este să pregătească Norvegia pentru un viitor post petrol, dar „în mod neobișnuit în rândul națiunilor producătoare de petrol, este și un mare susținător al drepturilor omului – și unul puternic, datorită controlului său asupra premiului Nobel pentru pace.”
Norvegia este singura economie majoră din Occident în care generațiile mai tinere devin mai bogate, cu o creștere de 13% a venitului disponibil pentru 2018, înfrângând tendința observată în alte națiuni occidentale ale milenialilor care devin mai săraci decât generațiile de dinainte.

### Influența luterană
Unii academicieni au teoretizat că Luteranismul, religia tradițional dominantă în țările nordice, a avut un efect în dezvoltarea social democrației în zonă. Schröder presupune că luteranismul a promovat ideea unei comunități naționale de credincioși și a condus la o implicare sporită a statului în viața economică și socială, permițând solidaritatea și coordonarea economică la nivel național. Esa Mangeloja spune că mișcările de renaștere au ajutat la pavarea căii către statul modern al bunăstării finlandez. În timpul acestui proces, biserica a pierdut una din cele mai importante responsabilități sociale (sănătatea, educație și munca) din moment ce aceste sarcini au fost asumate de către statul finlandez secular. Pauli Kettunen prezintă modelul nordic ca pe un efect al unui soi de mitic „iluminism luteran țărănesc”, portretizând modelul nordic ca pe un rezultat al unui soi de „luteranism secularizat”; cu toate acestea, discursul academic de masă pe această temă se concentrează pe „specificitatea istorică”, structura centralizată a bisericii luterane fiind doar un aspect al valorilor culturale și structurilor statale care au condus la dezvoltarea statului bunăstării în Scandinavia.

### Politica pieței muncii
Țările nordice împărtășesc politici active de piață a forței de muncă ca parte a unui model economic social-corporatist menit să reducă conflictul dintre muncă și interesele capitalului. Acest sistem corporatist este cel mai extins în Norvegia și Suedia, unde federațiile patronale și reprezentanții muncii negociază la nivel național, negocierile fiind mediate de guvern. Intervențiile pe piața muncii sunt menite să ofere recalificare și relocare a locurilor de muncă.
Piața muncii nordică este flexibilă, cu legile care facilitează angajatorilor să angajeze și să renunțe la lucrători sau să introducă tehnologii care economisesc forța de muncă. Pentru a atenua efectul negativ asupra angajaților, politicile guvernamentale privind piața forței de muncă sunt concepute pentru a oferi servicii generoase de asistență socială, recalificare și relocare pentru a limita orice conflicte dintre patronaj și forța de muncă care ar putea apărea în urma acestui proces.

### Modelul nordic al bunăstării
Modelul nordic al bunăstării se referă la politicile de bunăstare ale țărilor nordice, care se leagă și de politicile lor de pe piața muncii. Modelul nordic al bunăstării se distinge de alte tipuri de state ale bunăstării prin accentul pus pe maximizarea participării pe piața muncii, promovarea egalității de gen, egalitarism și niveluri extinse de beneficii, amploarea mare a redistribuirii veniturilor și utilizarea liberală a politicii fiscale expansioniste.
Deși există diferențe între țările nordice, toate împărtășesc un angajament larg față de coeziunea socială, o natură universală a asigurării de bunăstare pentru a proteja individualismul, oferind protecție persoanelor și grupurilor vulnerabile din societate și maximizând participarea publicului la luarea deciziilor sociale. Se caracterizează prin flexibilitate și deschidere către inovare în furnizarea de bunăstare. Sistemele nordice de bunăstare sunt finanțate în principal prin impozitare.
În ciuda valorilor comune, țările nordice adoptă abordări diferite în ceea ce privește administrarea practică a statului bunăstării. Danemarca are un grad ridicat de furnizare de servicii publice și bunăstare în sectorul privat, alături de o politică în ceea ce privește imigrația de asimilare. Modelul de bunăstare al Islandei se bazează pe un model de „bunăstare la muncă” (a se vedea workfare), în timp ce o parte a statului bunăstării din Finlanda include sectorul de voluntariat care joacă un rol semnificativ în furnizarea de îngrijiri pentru persoanele în vârstă. Norvegia se bazează cel mai mult pe furnizarea publică de asistență socială.

#### Egalitatea de gen
Când vine vorba de egalitatea de gen, țările nordice dețin unele dintre cele mai mici decalaje în ceea ce privește inegalitatea de gen la locul de muncă dintre toate țările OCDE, cu mai puțin de 8 puncte în toate țările nordice potrivit standardelor Organizației Mondiale a Muncii. Ele au fost în fruntea implementării politicilor care promovează egalitatea de gen; guvernele scandinave au fost unele dintre primele care au interzis companiilor concedierea femeilor pe motive de căsătorie sau maternitate. Mamele din țările nordice au mai multe șanse de a fi mame care lucrează decât în orice altă regiune, iar familiile se bucură de o legislație de pionierat privind politicile de concediu pentru creșterea copilului, care compensează părinții pentru mutarea de la serviciu la domiciliu pentru a-și îngriji copilul, inclusiv tații. Deși specificul politicilor de egalitate de gen în ceea ce privește locul de muncă variază de la o țară la alta, în țările nordice există o atenție larg răspândită pentru a evidenția „angajarea continuă cu normă întreagă” atât pentru bărbați, cât și pentru femei, precum și pentru părinții singuri, deoarece aceștia recunosc pe deplin. că unele dintre cele mai importante decalaje de gen provin din calitatea de părinte. Pe lângă faptul că primesc stimulente pentru a lua concediu parental care poate fi partajat, familiile nordice beneficiază de educație și îngrijire timpurie subvenționată și de activități în afara orelor de școală pentru acei copii care s-au înscris la învățământ cu normă întreagă.
Țările nordice au fost în fruntea promovării egalității de gen și acest lucru a fost demonstrat din punct de vedere istoric de creșteri substanțiale ale angajării femeilor. Între 1965 și 1990, rata de ocupare a forței de muncă din Suedia pentru femeile cu vârstă de muncă (15–64) a trecut de la 52,8% la 81,0%. În 2016, aproape trei din patru femei aflate în vârstă de muncă în țările nordice lucrau la muncă plătită. Cu toate acestea, femeile sunt în continuare principalii utilizatori ai concediului parental partajabil (tații folosesc mai puțin de 30% din zilele lor plătite de concediu parental), femeile străine sunt supuse unei subreprezentări, iar Finlanda deține încă un decalaj salarial de gen notabil; salariul mediu al unei femei este de 83% din cel al unui bărbat, fără a ține cont de factori de confuzie, cum ar fi alegerea carierei.

#### Reducerea sărăciei
Modelul nordic a avut succes în reducerea semnificativă a sărăciei. În 2011, ratele sărăciei înainte de a lua în considerare efectele impozitelor și transferurilor erau de 24,7% în Danemarca, 31,9% în Finlanda, 21,6% în Islanda, 25,6% în Norvegia și 26,5% în Suedia. După contabilizarea impozitelor și transferurilor, ratele sărăciei pentru același an au devenit 6%, 7,5%, 5,7%, 7,7% și respectiv 9,7%, pentru o reducere medie de 18,7 p.p. În comparație cu Statele Unite, care au un nivel de sărăcie înainte de impozitare de 28,3% și după impozitare de 17,4% pentru o reducere de 10,9 procente, efectele impozitelor și transferurilor asupra sărăciei în toate țările nordice sunt substanțial mai mari. În comparație cu Franța (reducere de 27 procente) și Germania (reducere de 24,2 procente), taxele și transferurile în țările nordice sunt în medie mai mici.

### Social democrația
Social-democrații au jucat un rol esențial în modelarea modelului nordic, politicile adoptate de social-democrați fiind esențiale în stimularea coeziunii sociale în țările nordice. Printre oamenii de știință politică și sociologi, termenul de social-democrație a devenit larg răspândit pentru a descrie modelul nordic datorită influenței guvernării partidelor social-democrate în Suedia și Norvegia, în contrast cu alte clasificări precum creștin-democrat, liberal, mediteranean, radical sau hibrid, pe baza nivelurilor de consistență („pură”, „consistență medie-înaltă” și „consistență medie”). Potrivit sociologului Lane Kenworthy, semnificația social-democrației în acest context se referă la o variantă a capitalismului bazată pe predominanța proprietății private și a mecanismelor de alocare a pieței alături de un set de politici de promovare a securității economice și a oportunităților în cadrul unei economii capitaliste ca opus unei ideologii politice care urmărește să înlocuiască capitalismul.

În timp ce țări precum Austria, Belgia, Canada, Franța, Țările de Jos, Noua Zeelandă, Elveția și Regatul Unit au fost clasificate ca social-democrate cel puțin o dată, țările nordice au fost singurele care au fost în mod constant clasificate ca atare. Într-o recenzie făcută de către Emanuele Ferragina și Martin Seeleib-Kaiser a lucrărilor despre diferitele modele de state ale bunăstării, în afară de Belgia și Țările de Jos, catalogate drept „socialist mediu-ridicate”, țările scandinave analizate (Danemarca, Norvegia și Suedia) au fost singurele care au fost catalogate de sociologul Gøsta Esping-Andersen drept „socialist ridicate”, care este definit ca atribute socialiste și valorile (egalitatea și universalismul) și modelul social-democrat, care se caracterizează printr-un „nivel ridicat de decomodificare și un grad scăzut de stratificare. Politicile sociale sunt percepute ca „politică împotriva pieței”. Ei au rezumat modelul social-democrat ca fiind bazat pe „principiul universalismului, acordarea accesului la beneficii și servicii bazate pe cetățenie. Se spune că un astfel de stat al bunăstării oferă un grad relativ ridicat de autonomie, limitând dependența de familie și piață.”
     Partidul Muncitoresc Norvegian
     Partidul Social Democrat Suedez
     Social Democrații (Danemarca)
     Partidul Social Democrat din Finlanda

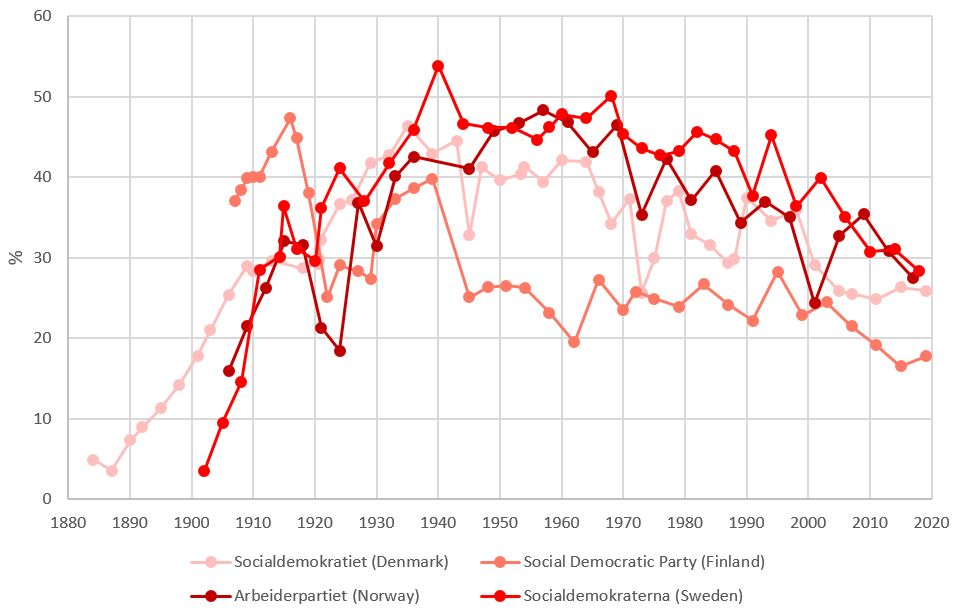
Procentul de vot în timp al principalelor partide social-democrate din Danemarca, Finlanda, Suedia și Norvegia
Partidul Muncitoresc Norvegian
Partidul Social Democrat Suedez
Social Democrații (Danemarca)
Partidul Social Democrat din Finlanda

Începând cu anii 1990, identitatea nordică a fost explicată cu factori culturali, nu politici; până în anii 2010, politica a reintrat în conversația despre identitatea nordică. Potrivit lui Johan Strang, explicația culturală aduce beneficii neoliberalismului, în a cărui ascensiune fenomenul cultural a coincis. Strang afirmă că „modelul social-democrat, care era încă foarte viu în timpul Războiului Rece, a fost acum abandonat și s-au căutat alte explicații pentru succesul nordic pentru a-l înlocui.”

## Istorie
Modelul nordic își are rădăcinile în „marele compromis” dintre muncitori și angajatori, conduși de partidele fermierilor și muncitorilor în anii 1930. După o lungă perioadă de criză economică și luptă de clasă, „marele compromis” a servit drept fundație pentru modelul nordic de bunăstare și organizare a pieței muncii de după cel de-al Doilea Război Mondial. Caracteristicile cheie ale modelului nordic au fost coordonarea centralizată a negocierilor salariale între angajatori și organizațiile de muncă, numită parteneriat social, precum și oferirea unui mijloc pașnic de a aborda conflictul de clasă dintre firme și muncitori.
Magnus Bergli Rasmussen a contestat faptul că fermierii au jucat un rol important în introducerea statelor bunăstării nordice. Un studiu realizat de acesta în 2022 a constatat că fermierii aveau stimulente puternice pentru a rezista expansiunii statului bunăstării, iar deputații fermieri s-au opus în mod constant politicilor generoase de bunăstare.
Deși adesea legată de guvernarea social-democrată, filiația modelului nordic provine și dintr-un amestec de partide politice în principal social-democrate, centriste și de dreapta, în special în Finlanda și Islanda, împreună cu încrederea socială care a rezultat din „marele compromis” între firme și muncitori. Influența fiecăruia dintre acești factori asupra fiecărei țări nordice a variat, deoarece partidele social-democrate au jucat un rol mai important în formarea modelului nordic în Suedia și Norvegia, în timp ce în Islanda și Finlanda partidele politice de dreapta au jucat un rol mult mai important în formarea modelului nordic social al țărilor lor.
Politicile de securitate socială și negocieri salariale colective au fost anulate în urma dezechilibrelor economice din anii 1980 și a crizelor financiare din anii 1990, care au condus la politici bugetare mai restrictive, care au fost cele mai pronunțate în Suedia și Islanda. Cu toate acestea, cheltuielile sociale au rămas ridicate în aceste țări, în comparație cu media europeană.

### Danemarca
Reforma socială a bunăstării s-a emancipat din Acordul Kanslergade din 1933 ca parte a unui pachet de compromisuri pentru a salva economia daneză. Danemarca a fost prima țară nordică care s-a alăturat Comunității Europene în anii 70, reflectând diferența de abordare politică printre țările nordice.

### Finlanda
Recesiunea de la începutul anilor 90 a afectat țările nordice și a cauzat o profundă criză în Finlanda, și a venit în mijlocul contextului destrămării Uniunii Sovietice și a picat comerțul cu Blocul Estic. Ca și în Suedia, statul social universalist al Finlandei, bazat pe modelul nordic, a fost slăbit și nu se mai baza pe calea de mijloc social-democrată, întrucât mai multe politici de bunăstare socială au fost adesea demontate definitiv; cu toate acestea, Finlanda a fost lovită și mai tare decât Suedia. În timpul crizei, Finlanda s-a orientat spre Uniunea Europeană, la care era mai angajată și mai deschisă spre aderare decât Suedia și în special Norvegia, în timp ce Danemarca aderase deja la UE până în anii 1970.

### Islanda
Potrivit analistului Harpa Njálsdóttir, Islanda, la sfârșitul anilor 2010, s-a îndepărtat de modelul nordic și a adoptat un model economic liberal al taxei de muncă. Ea a mai remarcat că, având în vedere schimbările majore aduse sistemului de securitate socială, „70% dintre persoanele în vârstă trăiesc acum mult sub criteriile naționale de existență, în timp ce aproximativ 70% dintre cei care trăiesc singuri și în condiții proaste sunt femei.”

### Norvegia
„Marele compromis” al Norvegiei a apărut ca un răspuns la criza de la începutul anilor 1930 dintre confederația sindicală și Asociația Patronală Norvegiană, convenindu-se asupra standardelor naționale în relațiile firme-muncitori și creând fundamentul armoniei sociale pe toată perioada compromisurilor. Într-o perioadă cuprinsă între anii 1980 și 1990, Norvegia a suferit mai multe reforme neoliberale și de piațizare decât Suedia în același interval de timp, păstrând în același timp bazele tradiționale ale „compromisului social-democrat” care a fost specific capitalismului occidental din 1945 până-n 1973.
Norvegia a fost țara nordică cel mai puțin dispusă să adere la Uniunea Europeană. În timp ce Finlanda și Suedia au suferit foarte mult de pe urma recesiunii anilor 1990, Norvegia a început să câștige suficiente venituri din petrolul ei. Începând cu 2007, statul norvegian și-a menținut poziția dominantă de acționar în sectoare industriale cheie, printre care petrol, gaze naturale, minerale, cherestea, fructe de mare și apă dulce. Industria petrolieră reprezintă aproximativ un sfert din produsul intern brut al țării.

### Suedia
În Suedia, marele compromis a fost împins de Acordul de la Saltsjöbaden semnat de asociațiile patronale și sindicale la retragerea de la malul mării din Saltsjöbaden în 1938. Acest acord a oferit fundația relațiilor industriale scandinave în întreaga epocă de aur a capitalismului european. Modelul suedez de capitalism s-a dezvoltat sub patronajul Partidului Social Democrat Suedez, care a preluat puterea în 1932 și a păstrat puterea neîntreruptă până în 1976. Diferă inițial foarte puțin de alte țări capitaliste industrializate, rolul statului în furnizarea de bunăstare și infrastructură cuprinzătoare s-a extins după Al Doilea Război Mondial până la atingerea unui consens larg social-democrat în anii 1950, care va deveni cunoscut sub numele de paradigma social-liberală, care a fost urmată de paradigma neoliberală în anii 1980 și 1990. Potrivit lui Phillip O'Hara, „Suedia a devenit în cele din urmă parte a Marii Restaurări Capitaliste din anii 1980 și 1990. În toate democrațiile industriale și nu numai, această eră recentă a văzut retragerea statului bunăstării prin reducerea cheltuielilor sociale în termeni reali, reduceri de impozite, dereglementări și privatizări și o slăbire a influenței muncii organizate.”
În anii 1950, Olof Palme și prim-ministrul Tage Erlander au formulat baza social-democrației suedeze și a ceea ce va deveni cunoscut sub numele de „modelul suedez”, inspirându-se din socialismul reformist al fondatorului partidului Hjalmar Branting, care a afirmat că socialismul „nu va fi creat de sclavi brutalizați, ci de muncitorii cel mai bine poziționați, cei care au obținut treptat o zi de lucru normală, legislație protectoare, salarii minime.” Certându-se împotriva celor din stânga lor, partidul a favorizat moderatismul și a vrut să ajute muncitorii aici și acum și a urmat argumentul Societății Fabian conform căruia politicile erau pași pe drumul către socialism, care nu se va realiza prin revoluție violentă, ci prin revoluție socială. model corporativ al capitalismului bunăstării, care trebuie privit ca fiind progresist în furnizarea de legitimitate instituțională mișcării muncitorești prin recunoașterea existenței conflictului de clasă dintre burghezie și proletariat ca un compromis de clasă în contextul conflictului de clasă existent. Acest model suedez a fost caracterizat de o puternică mișcare a muncii, precum și de instituții de asistență socială incluzive, finanțate public și adesea administrate public.
La începutul anilor 1980, modelul suedez a început să sufere de dezechilibre internaționale, scăderea competitivității și fuga de capital. Două soluții polare opuse au apărut pentru a restructura economia suedeză, prima fiind o tranziție la socialism prin socializarea proprietății industriei și a doua oferind condiții favorabile formării capitalului privat prin îmbrățișarea neoliberalismului. Modelul suedez a fost contestat pentru prima dată în 1976 de Planul Meidner promovat de Confederația Sindicatelor Suedeze și de sindicate care urmăreau socializarea treptată a companiilor suedeze prin fondurile salariaților. Planul Meidner a urmărit colectivizarea formării de capital în două generații, prin ca fondurile salariaților să dețină participații predominante în corporațiile suedeze în numele muncitorilor. Această propunere a fost susținută de Palme și de conducerea Partidului Social Democrat, dar nu au strâns suficient sprijin la asasinarea lui Palme și au fost înfrânți de conservatori la alegerile generale din Suedia din 1991.
La revenirea la putere în 1982, Partidul Social Democrat a moștenit o economie aflată în stagnare, rezultată din sfârșitul boom-ului postbelic. Social-democrații au adoptat politici monetariste și neoliberale, dereglementând industria bancară și liberalizând moneda în anii 1980. Criza economică din anii 1990 a dus la măsuri mai mari de austeritate, dereglementări și privatizarea serviciilor publice. În secolul 21, a afectat foarte mult Suedia și statul său social universal, deși nu la fel de greu ca Finlanda. Suedia a rămas mai eurosceptică decât Finlanda, iar luptele ei au afectat toate celelalte țări nordice, deoarece era văzută ca „steaua călăuzitoare a nordului”, iar odată cu dispariția Suediei, și alte țări nordice au simțit că își pierd identitatea politică.  Când modelul nordic a fost apoi redescoperit treptat, s-au căutat explicații culturale pentru trăsăturile speciale ale țărilor nordice.

## Reacții și răspunsuri
Modelul nordic a fost primit pozitiv de unii politicieni și comentatori politici americani. Jerry Mander a asemănat modelul nordic cu un fel de sistem „hibrid” care prezintă un amestec de economie capitalistă cu valori socialiste, reprezentând o alternativă la capitalismul în stil american. Senatorul de Vermont Bernie Sanders a subliniat Scandinavia și modelul nordic ca pe ceva din care Statele Unite pot învăța, în special în ceea ce privește beneficiile și protecția socială pe care modelul nordic le oferă lucrătorilor și furnizarea de asistență medicală universală.
Potrivit lui Luciano Pellicani, măsurile sociale și politice adoptate în țări precum Suedia și Danemarca sunt aceleași pe care alți politicieni europeni de stânga le-au teoretizat pentru a combina justiția și libertatea, referindu-se la socialismul liberal și mișcări precum Giustizia e Libertà și Societatea Fabian. Potrivit lui Naomi Klein, fostul lider sovietic Mihail Gorbaciov a căutat să mute Uniunea Sovietică într-o direcție similară cu sistemul nordic, combinând piețele libere cu o plasă de siguranță socială, dar păstrând totuși proprietatea publică asupra sectoarelor cheie ale economiei - ingrediente despre care, credea el, ar transforma Uniunea Sovietică într-un „far socialist pentru întreaga omenire”.
Modelul nordic a fost, de asemenea, primit pozitiv de diverși oameni de științe sociale și economiști. Profesorul american de sociologie și științe politice Lane Kenworthy pledează pentru ca Statele Unite să facă o tranziție treptată către o social-democrație similară cu cele din țările nordice, definind social-democrația ca atare: „Ideea din spatele social-democrației a fost de a îmbunătăți capitalismul. Este dezacord cu privire la modul exact în care s-ar putea face asta, iar alții ar putea crede că propunerile din cartea mea nu sunt o adevărată democrație socială, dar eu o consider un angajament de a folosi guvernul pentru a face viață mai bună pentru oamenii dintr-o economie capitalistă, în mare măsură, aceasta constă în utilizarea programelor de asigurări publice – transferuri și servicii guvernamentale.”
Economistul laureat al Premiului Nobel Joseph Stiglitz spune că există o mobilitate socială mai mare în țările scandinave decât în Statele Unite și presupune că Scandinavia este acum tărâmul oportunităților care au fost cândva Statele Unite ale Americii. Autoarea americană Ann Jones, care a trăit în Norvegia timp de patru ani, susține că „țările nordice oferă populației libertate de piață, folosind capitalismul ca un instrument de care să beneficieze toată lumea”, în timp ce în Statele Unite „politica neoliberală pune vulpile la conducerea găinăriei, iar capitaliștii au folosit bogăția generată de întreprinderile lor (precum și manipulările financiare și politice) pentru a captura statul și a smulge de pene găinile.”
Economistul Jeffrey Sachs este un susținător al modelului nordic, după ce a subliniat că modelul nordic este „dovada că capitalismul modern poate fi combinat cu decența, corectitudinea, încrederea, onestitatea și durabilitatea mediului.” Combinația nordică de extinde furnizarea publică de asistență socială și o cultură a individualismului a fost descrisă de Lars Trägårdh de la Ersta Sköndal University College drept „individualism statist.” Un sondaj din 2016 al think tank-ului Israel Democracy Institute a constatat că aproape 60 la sută dintre evreii israelieni preferau o economie pe „model scandinav”, cu taxe mari și un stat social robust.

### Critici
Economiștii socialiști Pranab Bardhan și John Roemer critică social-democrația în stil nordic pentru eficacitatea ei discutabilă în promovarea egalitarismului relativ, precum și sustenabilitatea sa. Ei susțin că social-democrația nordică necesită o mișcare puternică a muncii pentru a susține redistribuirea grav necesară, argumentând că este idealist să credem că niveluri similare de redistribuție pot fi realizate în țările cu mișcări muncitorești mai slabe. Ei spun că și în țările scandinave social-democrația a fost în declin de la slăbirea mișcării muncitorești la începutul anilor 1990, argumentând că sustenabilitatea social-democrației este limitată. Roemer și Bardham susțin că stabilirea unei economii socialiste bazate pe piață prin schimbarea proprietății întreprinderilor ar fi mai eficientă decât redistribuirea social-democrată în promovarea rezultatelor egalitare, în special în țările cu mișcări muncitorești slabe.
Istoricul Guðmundur Jónsson a spus că ar fi inexact din punct de vedere istoric să includem Islanda într-un aspect al modelului nordic, cel al democrației de consens. Abordând perioada dintre 1950 și 2000, Jónsson scrie că „democrația islandeză este mai bine descrisă ca fiind mai contradictorie decât consensuală în stil și practică. Piața muncii a fost plină de conflicte și greve mai frecvente decât în Europa, ceea ce a dus la tensiuni între guvern și sindicate. În al doilea rând, Islanda nu a împărtășit tradiția nordică de împărțire a puterii sau corporatism în ceea ce privește politicile pieței muncii sau în managementul politicii macroeconomice, în primul rând din cauza slăbiciunii social-democraților și a stângii în general. În al treilea rând, procesul legislativ nu a arătat o tendință puternică spre construirea consensului între guvern și opoziție în ceea ce privește căutarea de consultare sau sprijin pentru stilul politic al legislației cheie în procedurile legislative iar dezbaterea publică în general tindea să fie de natură contradictorie, mai degrabă decât consensuală.”
Într-un studiu din 2017, economiștii James Heckman și Rasmus Landersøn au comparat mobilitatea socială americană și daneză și au descoperit că mobilitatea socială nu este atât de mare pe cât ar putea sugera cifrele în țările nordice, deși au descoperit că Danemarca se află mai sus în mobilitatea veniturilor. Când ne uităm exclusiv la salarii (înainte de impozite și transferuri), mobilitatea socială daneză și cea americană sunt foarte asemănătoare; Numai după ce impozitele și transferurile sunt luate în considerare, mobilitatea socială daneză se îmbunătățește, ceea ce indică faptul că politicile daneze de redistribuire economică sunt factorii cheie ai unei mai mari mobilități. În plus, investiția mai mare a Danemarcei în educația publică nu a îmbunătățit semnificativ mobilitatea educațională, ceea ce înseamnă că este puțin probabil ca copiii părinților care nu au studii universitare să primească studii universitare, deși această investiție publică a dus la îmbunătățirea abilităților cognitive în rândul copiilor danezi săraci în comparație cu americanii. Au existat dovezi că politicile generoase de bunăstare ar putea descuraja urmărirea învățământului de nivel superior din cauza scăderii beneficiilor economice pe care le oferă locurile de muncă la nivel de educație universitară și a creșterii bunăstării lucrătorilor cu un nivel de educație inferior.
Unii cercetători în domeniul bunăstării și și egalității de gen din țările nordice sugerează că aceste state au fost adesea supraprivilegiate atunci când diferitele societăți europene sunt evaluate în ceea ce privește măsura în care au atins egalitatea de gen. Ei presupun că astfel de evaluări utilizează adesea comparații internaționale adoptând măsuri convenționale economice, politice, educaționale și de bunăstare. În schimb, ei sugerează că, dacă se adoptă o perspectivă mai largă asupra încorporării bunăstării, cum ar fi problemele sociale asociate cu integritatea corporală sau cetățenia corporală, atunci unele forme majore de dominație a bărbaților persistă încă și în țările nordice, de exemplu în afaceri, violență față de femei, violență sexuală față de copii, armată, mediul academic și religie.
În timp ce laudă modelul nordic ca fiind un „contrast clar și convingător cu ideologia neoliberală care a acoperit restul lumii cu inegalitate, sisteme precare de sănătate și sărăcie inutilă”, antropologul economic Jason Hickel critică aspru „dezastrul ecologic” care îl însoțește, menționând că datele arată că țările nordice „au unele dintre cele mai ridicate niveluri de utilizare a resurselor și emisii de CO2 în lume, în termeni bazați pe consum, depășind drastic granițele planetare sigure” și se situează în partea de jos a indicelui de dezvoltare durabilă. El susține că modelul trebuie să fie actualizat pentru antropocen și să reducă consumul excesiv, păstrând în același timp elementele pozitive ale democrației sociale progresiste, inclusiv asistența medicală și educația universală, vacanțe plătite și ore de lucru rezonabile, care au avut ca rezultat rezultate mult mai bune în sănătate și reducerea sărăciei în comparație cu țările în mod deschis mai neoliberale, cum ar fi Statele Unite, pentru a „sta ca un far pentru restul lumii în al 21-lea secolul.”

### Concepții greșite
George Lakey, autorul cărții Viking Economics, spune că americanii înțeleg în general greșit natura modelului nordic, comentând: „Americanii își imaginează că „statul bunăstării” înseamnă sistemul de bunăstare al SUA pe steroizi. De fapt, nordicii au abandonat sistemul de bunăstare în stil american cu cel puțin 60 de ani în urmă, și serviciile universale substituite, ceea ce înseamnă că toată lumea – bogați și săraci – primește gratuit posibilitatea de a avea studii superioare, servicii medicale gratuite, îngrijirea bătrânilor etc.”
Într-un discurs la Școala de Guvernare Kennedy din Harvard, Lars Løkke Rasmussen, premierul danez de centru-dreapta din partidul conservator-liberal Venstre, a abordat concepția greșită americană că modelul nordic este o formă de socialism, care este confundată cu orice formă de economie planificată, afirmând: „Știu că unii oameni din SUA asociază modelul nordic cu un fel de socialism. Prin urmare, aș dori să clarific un lucru. Danemarca este departe de o economie planificată socialistă. Danemarca este o economie de piață.”